# Orocos
Orocos (Open robot control software, programari de control de robots obert) és un programari lliure integrat per un conjunt d'eines en C++, amb els bastiments (frameworks) i les llibreries necessàries per al control en temps real de màquines-eina i robots. Suporta RTAI per al treball en temps real i Comedi per al maneig de les targetes d'adquisició de dades. Es tracta d'un projecte que va començar el 2001 i que des del 2005 és mantingut pel Modular Machines Group del FMTC (Flanders Mechatronics Technology Centre).